# Сіомон Брекк
Сіомон Брекк — (ірл. — Siomón Brecc) — Сіомон Плямистий — верховний король Ірландії (за середньовічною ірландською історичною традицією). Час правління: 685—679 до н. е. (згідно «Історії Ірландії» Джеффрі Кітінга) або 910—904 до н. е. згідно хроніки Чотирьох Майстрів. Син Аедана Гласа (ірл. — Áedan Glas), онук Нуаду Фінн Файла (ірл. — Nuadu Finn Fáil). Прийшов до влади вбивши попереднього верховного короля — Сетну Іннарайда. Правив Ірландією протягом шести років. Був вбитий сином Сетни Іннарайда — Дії Фінном. «Книга захоплень Ірландії» синхронізує його правління з часом правління царів Ксеркса (485—465 до н. е.) у Персії, що сумнівно.